# Sh2-312
Sh2-312 è un'estesa nebulosa a emissione visibile nella costellazione della Bussola.
Fa parte di un lunghissimo filamento arcuato che ricopre quasi per intero la costellazione in cui si trova, sconfinando nella vicina Macchina Pneumatica; la sua debolezza fa sì che sia fotografabile con l'ausilio di filtri o con apparecchi ad alta sensibilità con riprese grandangolari, a causa della sua enorme estensione. Il periodo più adatto per la sua osservazione nel cielo serale è compreso fra i mesi di dicembre e aprile e la sua declinazione meridionale fa sì che sia osservabile con più facilità dalle regioni australi.
La natura di questo enorme filamento è stata a lungo dibattuta. La sua posizione, su delle coordinate galattiche apparentemente coincidenti coi bordi della Nebulosa di Gum, ha fatto ritenere alcuni scienziati che si possa trattare della parete settentrionale della grande superbolla che costituisce il corpo di quella nebulosa, anche a causa delle sue emissioni nell'Hα; altri scienziati tuttavia notano come questi filamenti si trovino troppo distanti dal punto di origine della nebulosa, e la stessa velocità radiale appare diversa: questo scenario ha portato gli studiosi a ipotizzare che si possa trattare invece di una nube slegata dalla Nebulosa di Gum e con un moto differente, rivolto verso nella nostra direzione. La ionizzazione proverrebbe comunque dal flusso di radiazione ultravioletta delle stelle ζ Puppis o γ Velorum.